# Lijst van grote Burundese steden

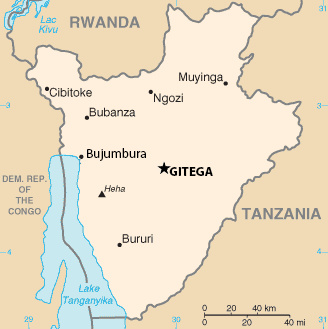
Kaart van Burundi

Dit is een lijst met de grote steden van het land Burundi. Alle steden met meer dan 20.000 inwoners volgens de census van 2008 zijn opgenomen in de lijst.

## Lijst

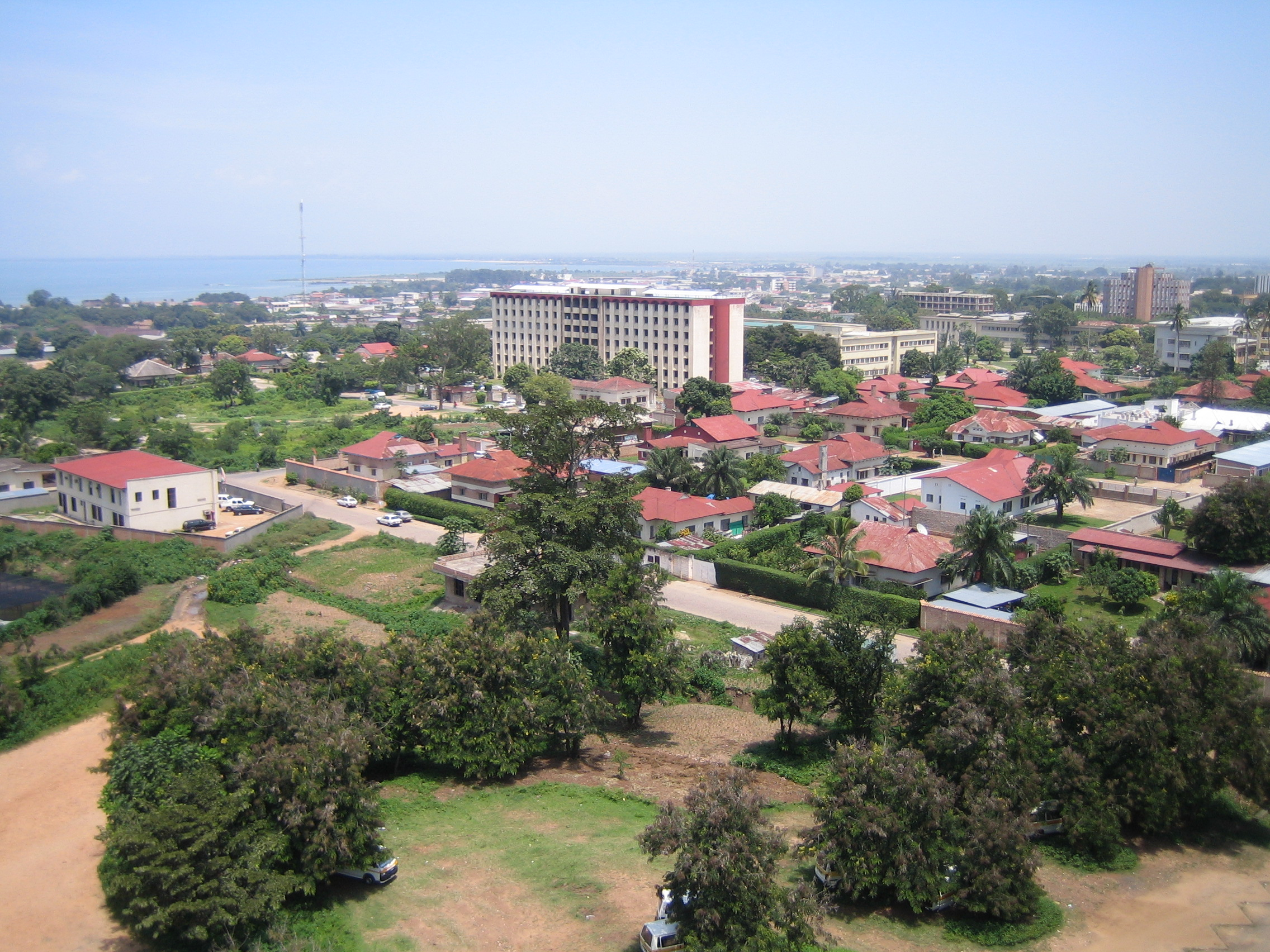
1. Bujumbura

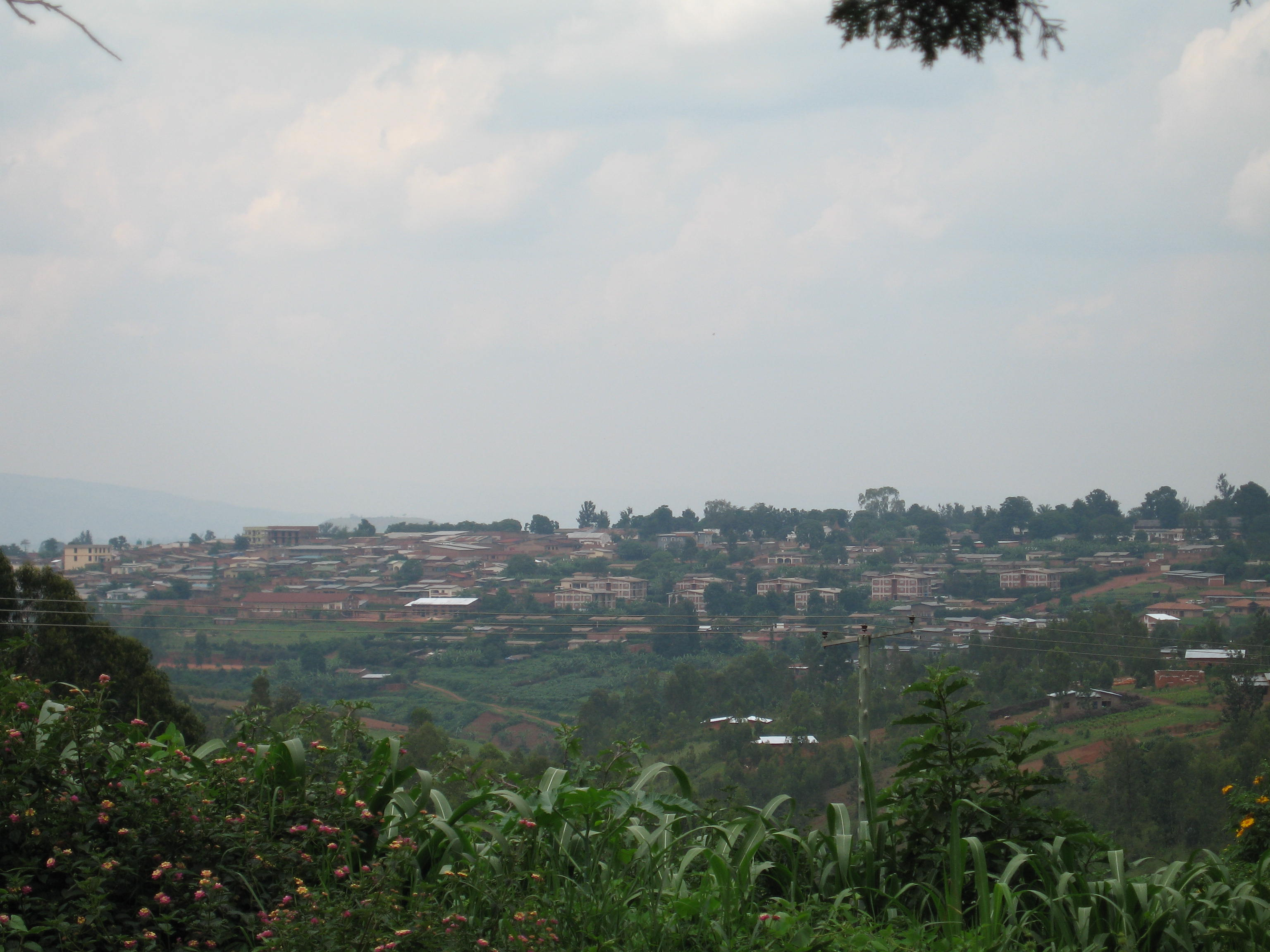
2. Gitega

| Rang | Stad      | Provincie        | Inwoners |
| ---- | --------- | ---------------- | -------- |
| 1    | Bujumbura | Bujumbura Mairie | 497.166  |
| 2    | Gitega    | Gitega           | 41.944   |
| 3    | Ngozi     | Ngozi            | 39.884   |
| 4    | Rumonge   | Rumonge          | 35.931   |
| 5    | Cibitoke  | Cibitoke         | 23.885   |
| 6    | Kayanza   | Kayanza          | 21.767   |
| 7    | Bubanza   | Bubanza          | 20.031   |